# Rhizopa
Rhizopa is een geslacht van kreeftachtigen uit de klasse van de Malacostraca (hogere kreeftachtigen).

## Soort
- Rhizopa gracilipes Stimpson, 1858